# Cabidela
La Cabidela è un piatto tipico originario della cucina portoghese a base di carne di coniglio, pollo o anatra..
Dopo che l'animale viene ucciso, viene appeso a testa in giù affinché sia possibile raccoglierne il sangue.
Il riso successivamente viene cotto con la carne e il sangue.

## Diffusione
Oltre che in Portogallo il piatto viene anche servito in ex-colonie portoghesi come l'Angola e Macao.